# Tectaria biformis
Tectaria biformis là một loài dương xỉ trong họ Tectariaceae. Loài này được Mett. J.P. Roux mô tả khoa học đầu tiên năm 2009.